# Slalom

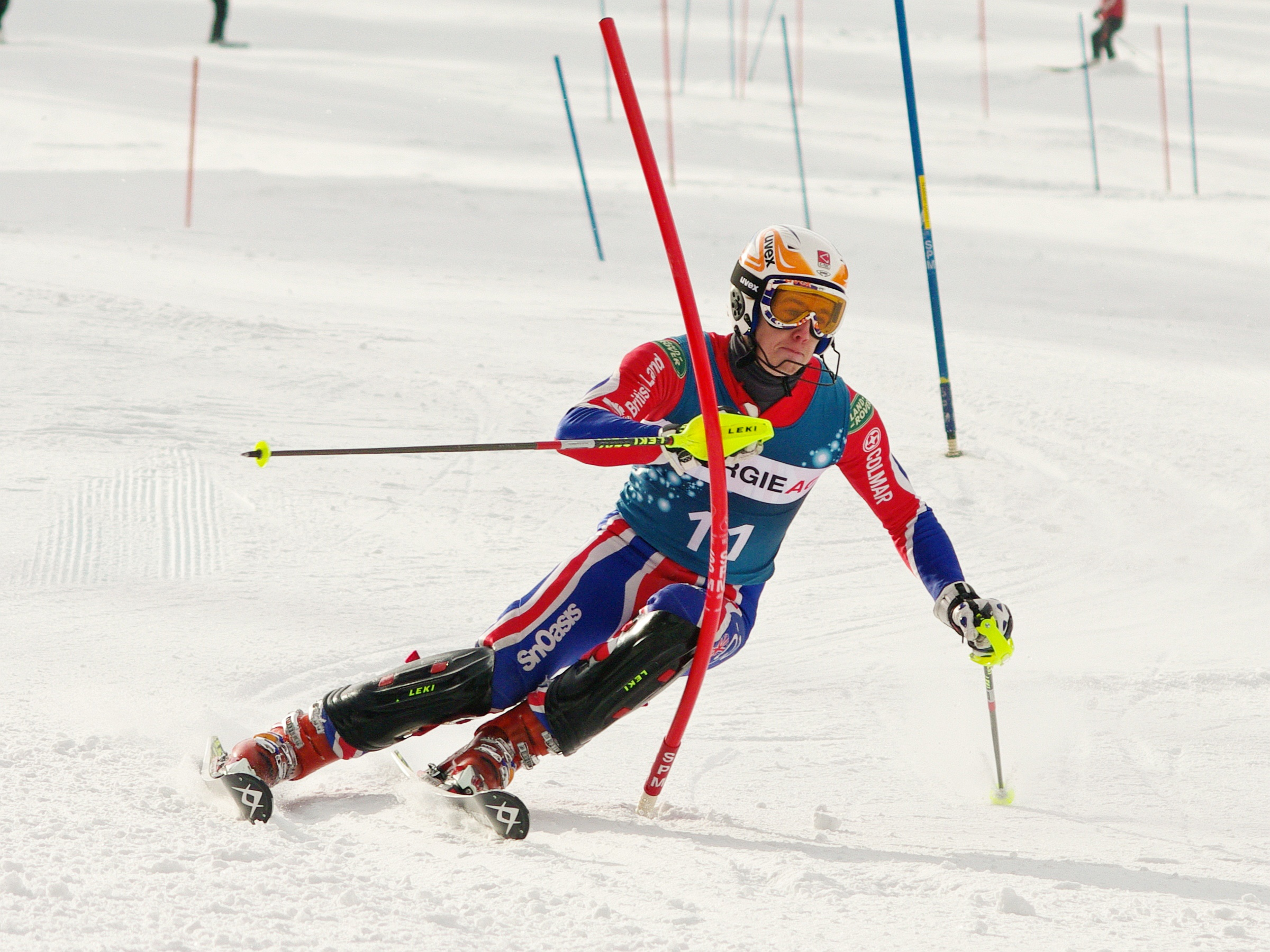
Slalom-Skiläufer Dave Ryding

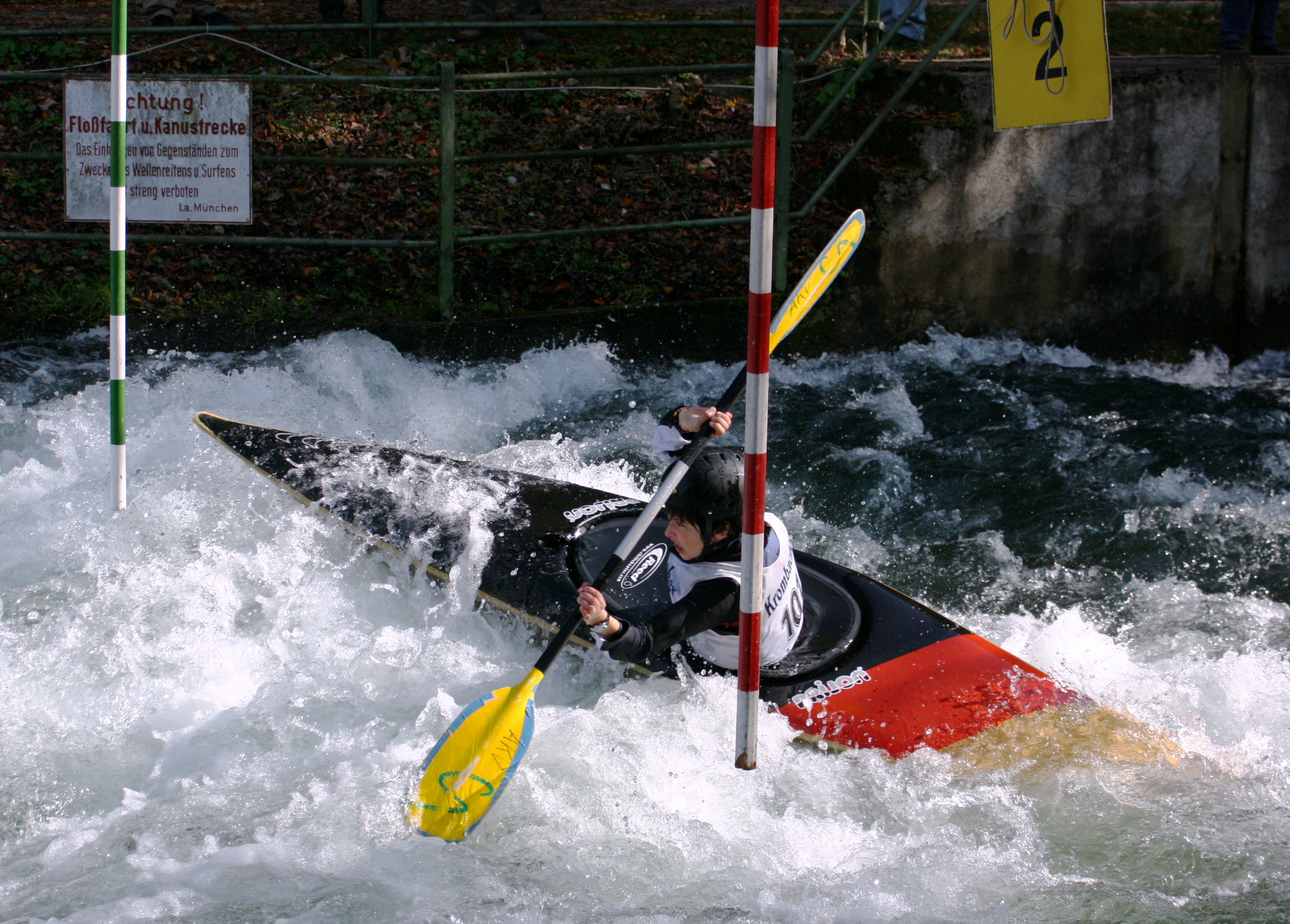
Kajakslalom auf der Isar bei München

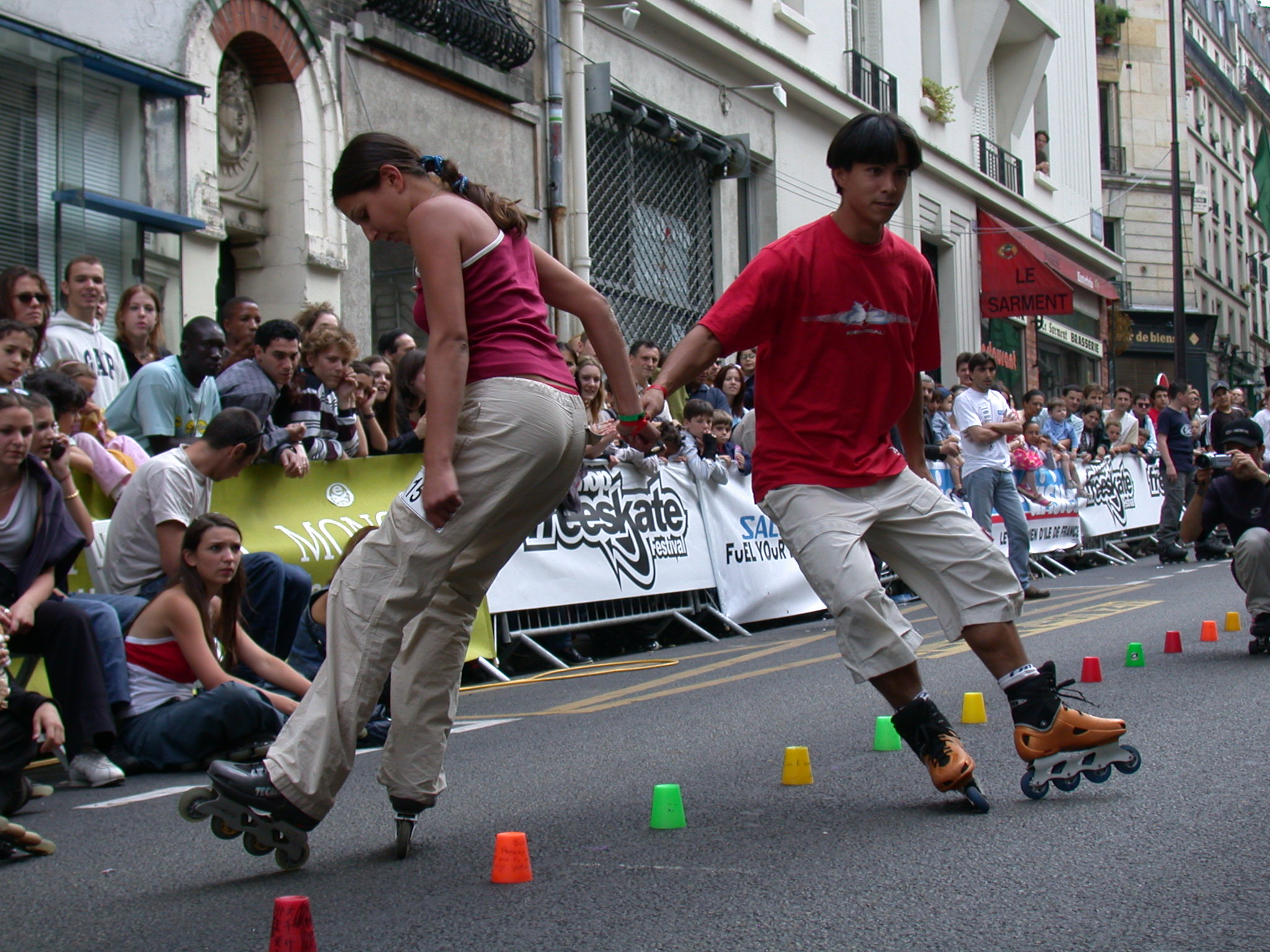
Slalom zu zweit mit Inlineskates

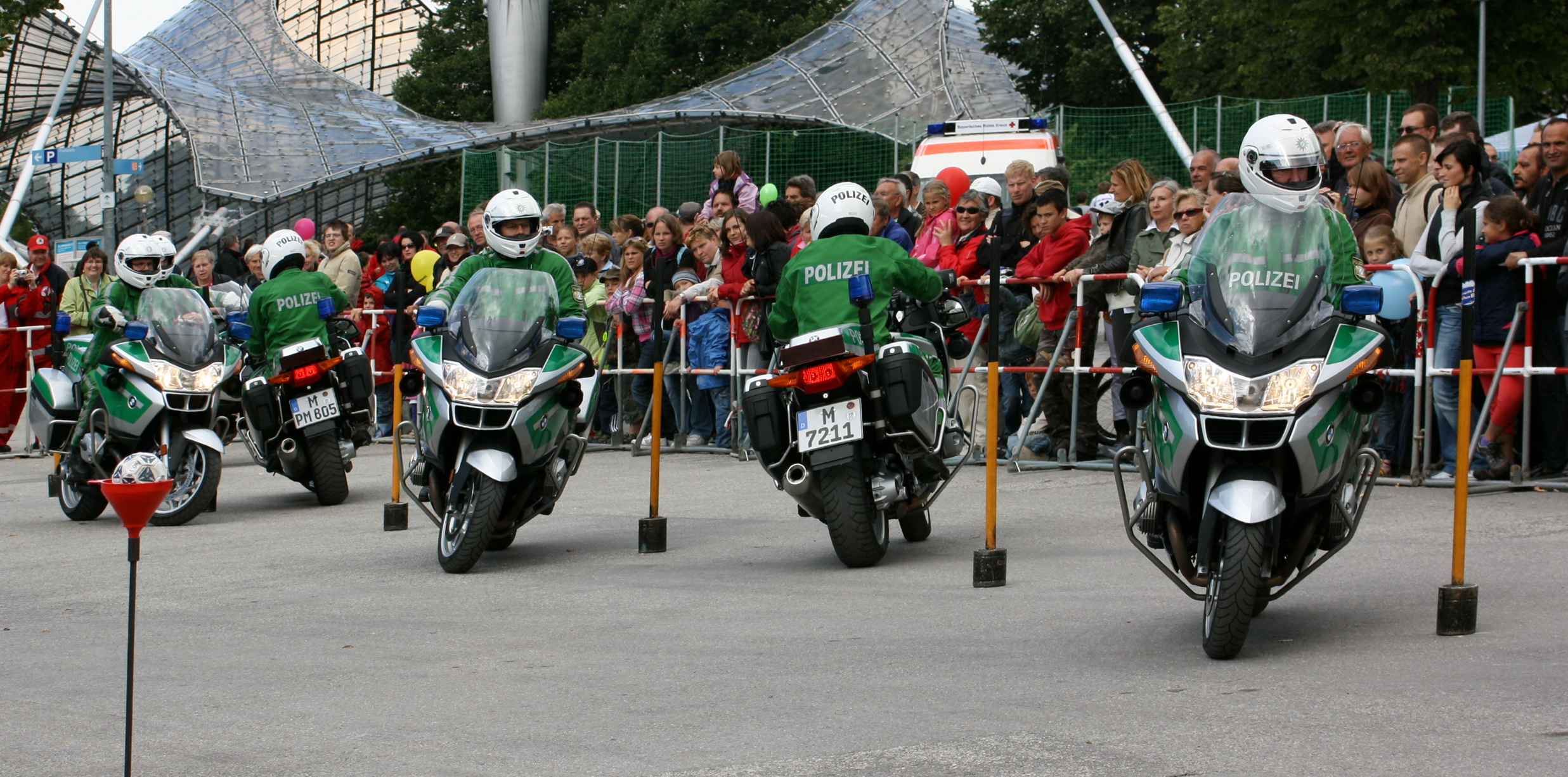
Gegenläufiges Slalomfahren mit Polizeimotorrädern

Als Slalom oder Torlauf wird in mehreren Sportarten die schnelle, wiederholte Folge von Kurven bezeichnet, die durch eine Reihe von Toren festgelegt sind.

## Etymologie
Das Wort stammt vom norwegischen slalåm. Dabei handelt es sich um einen zusammengesetzten Begriff aus den Begriffen sla ‚kleiner Abhang oder Steigung‘ und låm ‚Schleppspur‘, urspr. ‚schmaler Weg‘, also ursprünglich ‚Skispur mit ebenmäßiger Absenkung‘. Die ersten Schifahrer in Morgedal hatten noch die Begriffe ufsilåm ‚Steilhang mit einem Hindernis (Sprung, Zaun, hartes Ausweichmanöver, Schlucht, Klippe o. Ä.)‘ und uvyrdslåm ‚weit oben gestarteter Weg mit mehreren solchen Hindernissen‘. Der Begriff slalåm hat auch im Norwegischen einige Wandlungen mitgemacht, was zu Missverständnissen führte.
Wilhelm Paulcke hörte das Wort von dem in Freiburg weilenden Norweger Aars, angeblich in der Bedeutung „Schlangenschwung“. So erklärt er es in der am 25. Februar 1904 erschienenen Besprechung des neuen Buches Ski-Running von D. M. M. Crichton Somerville, W. R. Rickmers und E. C. Richardson. In der 1905 erschienenen dritten Auflage seines Buches Der Skilauf verwendet er Slalom ebenfalls als Fahren in Schlangenlinien und mit sächlichem Geschlecht. Im Norwegischen (in der westtelemärkischen Mundart) ist das Geschlecht weiblich. Durch „Lauf“ wurde ihm auf Deutsch sehr bald das männliche Geschlecht zugewiesen, in Wörterbüchern waren noch 50 Jahre lang das männliche und das sächliche Geschlecht angegeben.
Bereits 1906 berichtete Henry Hoek in seinem Buch Der Ski und seine sportliche Benutzung von Paulckes Irrtum vom „Schlangenbogen“, was er dem ähnlichen Klang von Slalom und Schlange zuschreibt. Hoek selbst beschreibt es als „nicht unterbrochene Abfahrt in schwierigem, kupiertem Terrain, wobei Wendungen und Bögen notwendig sind.“ Der Norweger F. Huitfeldt beschrieb 1907 in der deutschen Ausgabe seines Buches Das Schilaufen im Kapitel „Sprunglauf, Hügellauf und ‚Slalom‘“ einen telemärkischen Hügellauf als reinen Abfahrtswettbewerb in schwierigem Gelände über Sprungstufen, die Sprünge bis zu 16 Meter erfordern. Die Beschreibung klingt nach dem oben erwähnten uvyrdslåm. Er schrieb auch, dass sich ein Slalom auf den gewöhnlichen Wettlaufhügeln kaum veranstalten lässt, weil sie zu kurz und gleichartig sind. Er selbst habe nur eine einzige geeignete Stelle dafür in Seljord gefunden. Die Slalomläufe in Mitteleuropa wurden entsprechend den unklaren Beschreibungen in sehr verschiedener Form ausgetragen. Und von Fahnentoren war dabei in Mitteleuropa und in Norwegen keine Rede.
Die ersten Tore wurden von Zdarsky 1905 gesetzt (s. u.), und er nannte den Bewerb einfach „Wettfahren“. Erst der Engländer Lunn nannte den ausgesteckten Torlauf 1922 in der Schweiz „Slalom“ und legte die Regeln fest. Der völkische Karl Prusik prägte 1934 den Begriff „Torlauf“.

## Alpiner Skisport
Der Slalom ist der älteste Wettbewerb im alpinen Skisport und gleichzeitig der langsamste und technisch anspruchsvollste. Er weist sehr kurze Torabstände auf, die schnelle Richtungswechsel erfordern.

### Regeln
Ein Kurs wird durch das Setzen einer Reihe von Toren festgelegt. Die Tore werden entweder durch zwei rote oder zwei blaue Stangen gebildet. Die Rennläufer müssen zwischen den beiden Stangen hindurchfahren, wobei die Skispitze und die Füße das Tor korrekt passieren müssen. Die Breite der Tore muss im Minimum vier Meter und im Maximum 6 Meter betragen. Die Entfernung von Drehstange zu Drehstange von Folgetoren darf nicht weniger als sechs Meter und nicht mehr als dreizehn Meter betragen. Die Tore werden in verschiedenartigen Kombinationen gesteckt, um dem Rennläufer eine technische Herausforderung entgegenzustellen. Der Weltskiverband FIS hat ein detailliertes Regelwerk festgelegt, das die erlaubten bzw. vorgeschriebenen Kombinationen in einem offiziellen Rennen beschreibt. Ab der Saison 2015/16 werden keine so genannten Außentore (auch „Richttore“ genannt) mehr verwendet.
Vor dem Rennen bekommt jeder Rennläufer die Möglichkeit, den Kurs zu besichtigen. Dabei wird die beste Linie mit Mitfahrern oder dem Trainer besprochen. Ein Wettkampf besteht aus zwei Läufen, deren Laufzeiten addiert werden.

### Höhenunterschied und Gefälle
Der Höhenunterschied bei Slalomrennen der Männer im Weltcup, in den Kontinentalcups, bei Weltmeisterschaften und bei Olympischen Spielen beträgt mindestens 180 Meter und höchstens 220 Meter, bei den Frauen mindestens 140 und höchstens 200 Meter. Das Gefälle des Hanges beträgt in der Regel zwischen 33 und 45 %, kann aber auch weniger als 33 % sein. In Ausnahmefällen darf das Gefälle auf sehr kurzen Abschnitten bis zu 52 % betragen.

### Startnummernauslosung
Im Ski-Weltcup, an den Ski-WM und an den Olympischen Spielen wird die World Cup Start List zur Bestimmung der Slalom-Startliste verwendet.

### Startreihenfolge im zweiten Durchgang
Im Weltcup starten im zweiten Lauf, bei dem nur die 30 Schnellsten des ersten Laufs zugelassen sind, die Rennläufer in umgekehrter Reihenfolge des Zwischenergebnisses, das heißt, der schnellste Läufer des ersten Laufes startet im zweiten Lauf als Letzter, wodurch die Spannung erhöht wird. Allerdings wurde zu Beginn dieser Regelung, die ab Mitte der 1980er-Jahre schrittweise eingeführt worden ist, der Ablauf im zweiten Durchgang mit dieser Beschränkung „auf die besten 30“ derart gestaltet, dass vorerst die besten 15 in gestürzter Reihenfolge, danach die verbleibenden von Rang 16 bis 30 gefahren sind. Diese Regelung kam natürlich den Besserplatzierten zugute, während diese es manchmal bei schlechter werdendem Zustand der Piste mit dadurch gleich um bis zu 15 Nummern schlechterem Startplatz schwerer haben bzw. sich die Chancen zu enormer Rangverbesserung für weiter hinten klassiert gewesene Akteure erhöhen. Es blieb dem amtierenden FIS-Renndirektor vorbehalten, sich für die Variante „30 bis 1“ oder die andere zu entscheiden; maßgebliche Kriterien waren eine zu erwartende Verschlechterung der Pistenverhältnisse, wodurch es einen außergewöhnlichen Nachteil für die Führenden des ersten Laufes gegeben hätte. In anderen Wettkämpfen außerhalb des Weltcups, speziell bei Bewerben bei Weltmeisterschaften oder den Olympischen Spielen, wurde die „Dreißiger-Regel“ nicht immer angewendet.

#### Größte Unterschiede
Am 4. Februar 2024 begann der Schweizer Daniel Yule von Rang 30 aus den 2. Lauf des Slaloms in Chamonix und gewann trotzdem den Wettbewerb. Zweiter ist Marc Berthod, ebenfalls Schweizer, der am 7. Januar 2007 beim Adelboden-Slalom von Rang 27 noch zum Sieg fuhr. Dritter ist Benjamin Raich (Österreich; am 7. Januar 1999 in Schladming), der nach dem ersten Lauf auf Rang 23 lag. An vierter Stelle liegt der Schwede Ingemar Stenmark, der von Rang 22 aus am 17. Dezember 1974 in Madonna di Campiglio den Slalom gewann. Jedoch galten damals andere Kriterien für den Ablauf des zweiten Durchganges, welche jenen mit der Version „zuerst von 15 bis 1 und danach von 16 aufwärts“ entsprachen.
Um 27 Plätze verbessert, allerdings von Rang 30 auf 3, hat sich der Schwede Mattias Hargin am 6. Januar 2011 in Zagreb. Hier folgen Steve Missillier (Frankreich), der am 12. Dezember 2010 in Val-d’Isère von Rang 25 auf 3 kam und Sébastien Amiez (Frankreich) mit der Verbesserung von Rang 22 auf 2 am 28. November 1998 in Aspen.

### Slalomtechnik

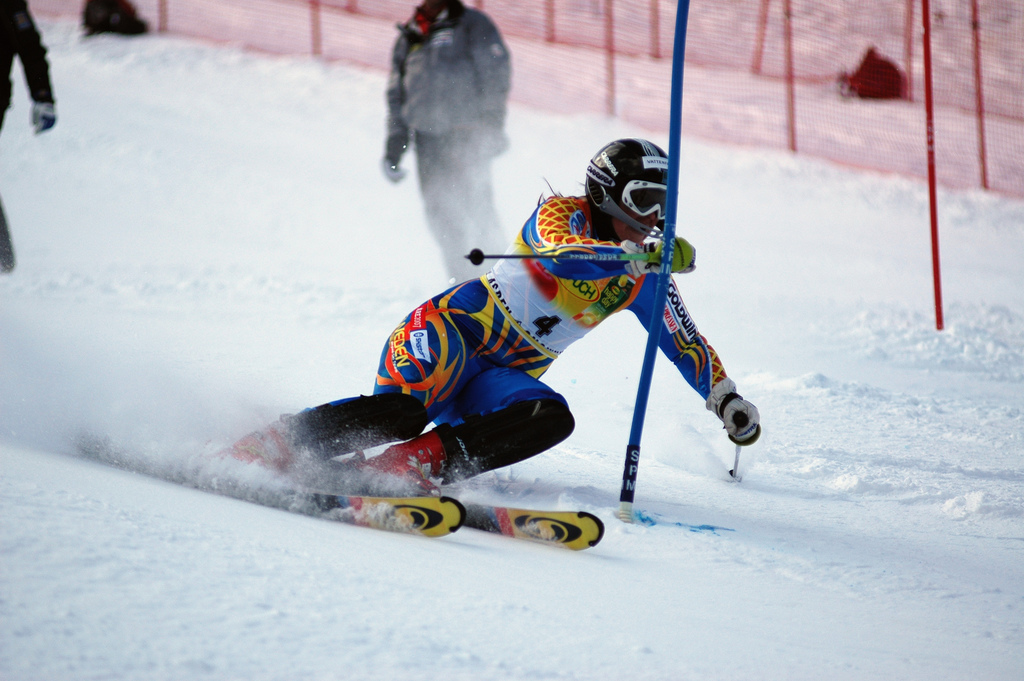
Kippstangentechnik bei Anja Pärson

Bis zum Jahr 1980 waren die Slalomstangen starr und unflexibel, in den Anfangsjahren waren es Holzstangen. Die Rennläufer wurden zu größeren Kurven gezwungen, um Kollisionen mit den Stangen zu vermeiden. Heute werden Kippstangen verwendet, die sich bei Berührung nach unten biegen. Dadurch ist es den Rennläufern möglich, in einer direkten Falllinie zu fahren. Fast immer schlagen sie dabei die Stangen mit den Skistöcken oder Schienbeinen weg, um die Ideallinie nicht verlassen zu müssen. Die Läufer tragen dazu eine spezielle Schutzausrüstung, bestehend aus Schienbeinschonern, Handschonern, Helmen und Gesichtsschutz. Durch den Wechsel zu der Kippstangen-Technik hat sich der Slalomsport grundlegend verändert. Die Einführung der Carvingski erhöhte das Tempo nochmals. Lag die Durchschnittsgeschwindigkeit in den 1950er-Jahren bei knapp 23 km/h, sind die Athleten heute mit 40 km/h unterwegs.
Auf die Saison 2003/04 hin erhöhte die FIS die Mindestlänge der Ski von 155 auf 165 cm bei den Männern und von 150 auf 155 cm bei den Frauen. Dies war nötig geworden, weil es nach der allmählichen Übernahme der Carvingtechnik durch die Fahrer oft zu unkontrollierten Stürzen gekommen war.

### Nachtslalom und andere Varianten
Ein solcher Slalom wird bei Nacht oder Einbruch der Dunkelheit gefahren, ansonsten gelten alle vorangeführten Regeln. Es wird sogar behauptet, dass die Läufer bei diesen Slaloms eine bessere Sicht hätten als bei Tag. Der erste Nachtslalom in Österreich fand am 21. Januar 1950 am Semmering statt. In späteren Jahren wurde jener von Bad Wiessee sehr bekannt. Im Weltcup war bei den Herren Madonna di Campiglio ein Vorreiter, zu einem "großen Spektakel" entwickelte sich dann der in Schladming, der nun immer am Dienstag nach dem Kitzbühel-Wochenende stattfindet. Bei den Alpinen Skiweltmeisterschaften gab es den ersten im Jahr 1996 in der spanischen Sierra Nevada, dies war der Kombinations-Slalom der Herren.
Eine besondere Form des Slaloms ist der im K.-o.-System durchgeführte Parallelslalom (auch City Event genannt).
Zum Europacup-Finale wurde am 19. März 2017 in Innichen bei den Damen eine neue Formel gefahren: Nach einem „normalen“ ersten Durchgang fuhren die besten dreißig einen Sprint-Torlauf mit 27 Sekunden, im Anschluss die besten 15 nochmals diesen 27-Sekunden-Kurs. Somit stand die Siegerin erst nach drei Läufen fest.

### Geschichte
Der erste Torlauf fand, organisiert von Mathias Zdarsky, am 19. März 1905 in der Nähe von Lilienfeld am Muckenkogel statt. Der Kurs dieses Rennens ähnelte jedoch dem eines modernen Riesenslaloms. Die Regeln des Slaloms wurden erstmals 1922 von Sir Arnold Lunn für die britischen Landesmeisterschaften in Mürren in der Schweiz festgelegt.
Die Etablierung der Arlberg-Kandahar-Rennen mit einer aus Slalom und Abfahrt bestehenden alpinen Kombination ab 1928 führte dazu, dass der Internationale Skiverband (FIS) die alpinen Disziplinen neben dem nordischen Skisport in sein Regelwerk aufnahm und 1931 in Mürren unter der Bezeichnung 1. FIS-Rennen die ersten alpinen Weltmeisterschaften durchführte. Esmé MacKinnon bzw. David Zogg waren die ersten Slalom-Weltmeister der Geschichte. Allerdings wurde der Herrenslalom nur in einem Durchgang gefahren (das warme Wetter ließ keinen zweiten Lauf zu, die Piste schwamm regelrecht in der Februar-Sonne weg), so dass keine Medaillenvergabe erfolgte (in den diversen Ergebnistabellen gibt es den Klammerausdruck „inoffiziell“), und es gab oder gibt unterschiedliche Auffassungen, ob David Zogg tatsächlich Weltmeister wurde.
Bei den Olympischen Spielen 1936 war der alpine Skisport erstmals olympisch. Dabei wurden lediglich Medaillen für die Kombination aus Abfahrt und Slalom vergeben. So wurden erst 1948 mit Gretchen Fraser bzw. Edy Reinalter die ersten Slalom-Olympiasieger der Geschichte ermittelt.
1980 wurden beim ersten Weltcup-Rennen nach den Olympischen Winterspielen in Lake Placid die Kippstangen eingeführt.

## Grasski
Der Slalom im Grasskilauf unterscheidet sich vor allem durch die Geländeanforderungen von jenem im alpinen Skisport. Die Grasskipiste ist kürzer und flacher. Sie soll bei Weltmeisterschaften und Weltcuprennen für Herren eine Höhendifferenz von 90 bis 140 Metern und für Damen von 80 bis 140 Metern aufweisen. Bei allen anderen FIS-Bewerben gilt ein Höhenunterschied von 80 bis 120 Metern für die Herren und von 60 bis 120 Metern für die Damen. Die Hangneigung beträgt zwischen 25 und 40 %, darf gegebenenfalls auch geringer sein, jedoch nur in kurzen Abschnitten höher. Auch beim Grasski werden Kippstangen eingesetzt, ihre Anzahl richtet sich nach dem Gelände. Sie sollte etwa ein Drittel der Höhendifferenz betragen, also zum Beispiel 30 Tore bei 90 Metern Höhenunterschied. Die Tore sollen derart gesetzt werden, dass dem Läufer ein flüssiges Durchfahren ermöglicht wird, er dabei aber durch verschiedene Torkombinationen und stark variierende Kurvenradien technisch gefordert wird. Die genauen Anforderungen an die Kurssetzung sind von der FIS in der Internationalen Wettkampfordnung festgehalten.
Slaloms bei Weltmeisterschaften und Weltcuprennen bestehen in der Regel aus zwei Durchgängen. Im Weltcup sind für den zweiten Lauf nur die besten 30 Herren bzw. die besten 15 Damen des ersten Laufes teilnahmeberechtigt. Gestartet wird in umgekehrter Reihenfolge des Zwischenklassements, der Schnellste des ersten Laufes startet also zuletzt. Das Endergebnis wird durch Addition beider Laufzeiten gebildet. Der Zwischenstand nach dem ersten Lauf wird zur Vergabe der FIS-Punkte herangezogen. Bei Weltmeisterschaften starten nach den besten 30 bzw. 15 des ersten Laufes alle weiteren Läufer, die den ersten Durchgang fehlerfrei absolvierten, in der Reihenfolge ihrer Laufzeit. Vor dem Rennen besteht die Möglichkeit zur Besichtigung des Kurses.

## Automobil-Slalom

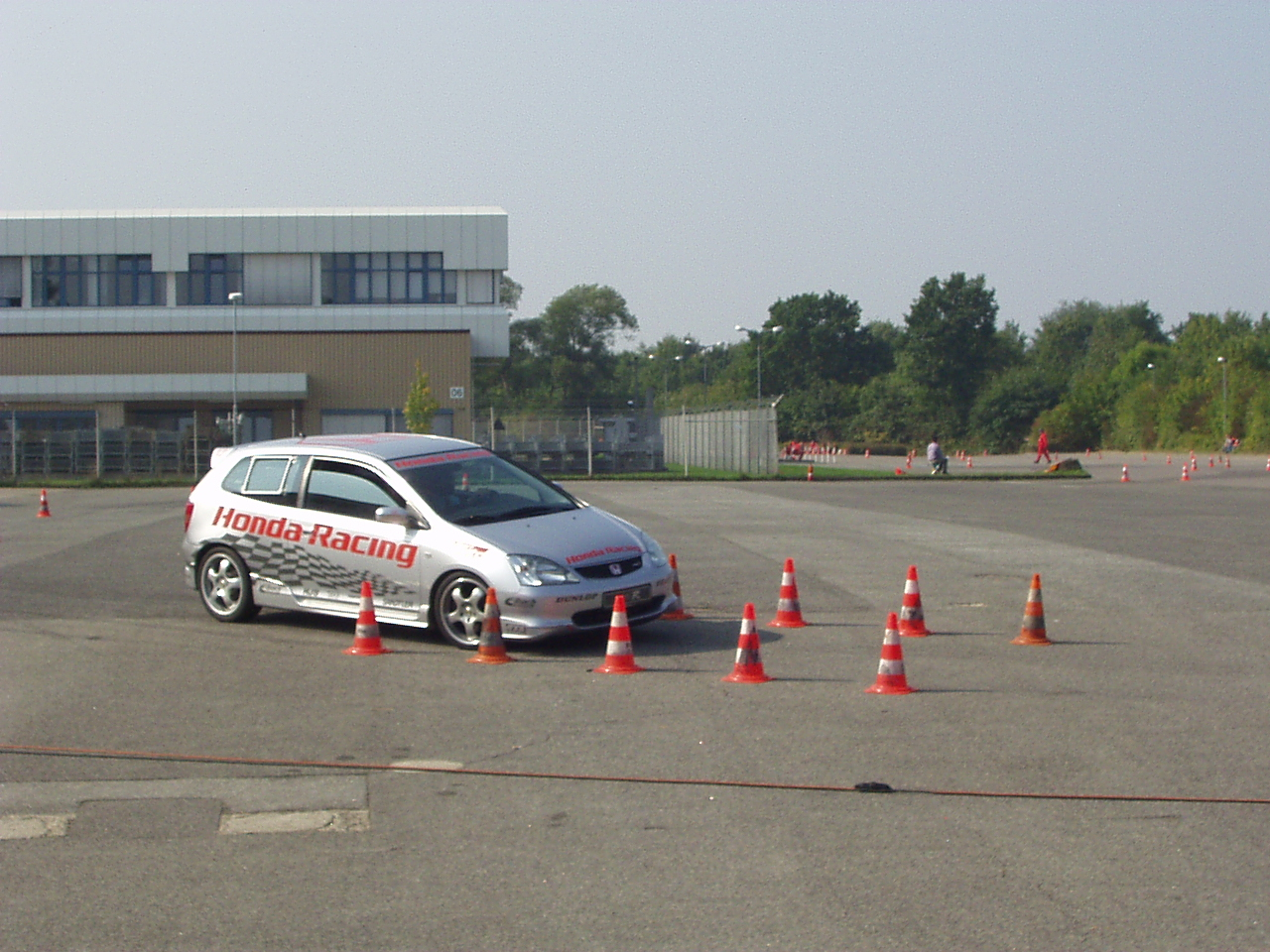
Hineinbremsen in eine Pylonengasse bei einem Automobilslalom.

In Automobil-Slaloms fahren (nicht nur) straßenzugelassene Autos auf eigens abgesperrten Kursen, meist in Industriegebieten, auf großen Parkplätzen, Flugplätzen oder auf Verkehrsübungsplätzen. Hierbei kann gemäß den Reglements von DMSB und NAVC jedermann bei Bezahlung eines Startgelds (z. B. für Clubslalom) teilnehmen, nur ein Helm ist Pflicht. Eine notwendige Fahrerlizenz, die dann das ganze Jahr gilt, kann in der Regel vor Ort erworben werden.
Bei jeder Veranstaltung gilt es, die verschiedenen Aufgabenstellungen möglichst schnell und fehlerfrei zu bewältigen. Es können einzelne Tore, Torfolgen, Gassen, Folge von einzelnen Markierungspunkten, die wechselseitig zu durchfahren sind („Schweizer Slalom“) und halbe oder ganze Wendungen vorkommen. Die Zeitnahme erfolgt auf 1/100 Sekunde genau, umgeworfene Pylonen werden mit drei, ausgelassene Tore mit 15 Strafsekunden geahndet. Somit sind Fehler unbedingt zu vermeiden, wenn man Erfolg haben will. Der Start erfolgt stehend mit laufendem Motor. Eine Sonderform des Slaloms ist der Bergslalom (analog zu Bergrennen), hierbei werden zusätzlich zu dem natürlichen Streckenverlauf der meist kurvigen Straße Pylonen aufgestellt.

## Slalom in anderen Sportarten
Slalomwettbewerbe werden auch im Kanufahren, Wasserskifahren, Windsurfen, Snowboard und Skateboard ausgetragen.